# Sergejs Durdins
Sergejs Durdins (Riga, 1º gennaio 1980) è un ex hockeista su ghiaccio e allenatore di hockey su ghiaccio lettone.
Suo padre era Vladimirs Durdins, a sua volta giocatore di hockey su ghiaccio in grado di raccogliere 590 presenze nel campionato sovietico, morto in un incidente d'auto nel 1990.

## Palmarès
- Turner Cup: 1

Fort Wayne Komets: 2007-2008
- Campionato italiano: 1

Bolzano: 2008-2009
- Coppa Italia: 1

Bolzano: 2008-2009
- Supercoppa italiana: 1

Bolzano: 2008
- Campionato lettone: 1

MOGO: 2014-2015
- Coppa di Lettonia: 2

MOGO: 2015-2016, 2016-2017